# Edifici a l'avinguda Salvador Dalí, 116 (Figueres)
L'edifici situat a l'Avinguda Salvador Dalí, 116 és una construcció del municipi de Figueres (Alt Empordà) inclosa en l'Inventari del Patrimoni Arquitectònic de Catalunya. Es tracta d'un edifici situat a davant de la carretera N-II de planta baixa i un pis, amb coberta terrassada. Aquest edifici té un encoixinat de pedra Les obertures de la planta baixa, són en realitat dues plantes interiorment, però exteriorment veiem unes obertures en arc de mig punt amb una motllura al seu voltant. Aquesta motllura es repeteix a les obertures de la planta superior, algues de les quals tenen balcons de ferro forjat, i també a les cantonades, a on la motllura imita una cantonada de carreus. Destaca d'aquest edifici la marquesina situada al centre de la façana, feta de fusta. Tots els balcons estan suportats per mènsules.